# Амеба
Ця стаття про рід амебоїдних еукаріотів. Термін «амеба» також може посилатися на всі амебоїдні клітини або на велику групу одноклітинних еукаріотів (див. амеби).
Амеба (Amoeba) — рід амебоїдних еукаріотів класу Tubulinea, які пересуваються за рахунок тимчасових виростів псевдоподій. Розміри становлять від 0,25 мм. Належать до типу Найпростіші. Амеби були одними із перших організмів на Землі. Більшість амеб одноядерні, але трапляються і багатоядерні організми. Амеби не мають органів чуття і скелетних утворень. Деякі амеби живуть у піску, прісній або морській воді, навіть і в організмах тварин, а також у людині.[[[Вікіпедія:Перевірність|уточнити]]: ком.]

## Будова амеби
Амеба не має постійної форми тіла, бо в неї відсутня пелікула. Ззовні тіло амеби вкрите тонкою цитоплазматичною мембраною, під нею знаходиться шар досить щільної ектоплазми, далі знаходиться зерниста напіврідка ендоплазма, яка складає основну масу тіла амеби.
Під час формування псевдоподії спочатку утворюється невеликий виступ ектоплазми, він збільшується і в нього входить (вливається) частина рідкої ендоплазми. Псевдоподії зазвичай не утворюють розгалужень, їх форма може варіювати залежно від умов середовища та виду амеби.
У цитоплазмі амеби знаходяться дві вакуолі:
- травна — за допомогою якої здійснюється процес травлення
- скоротлива вакуоля — яка має вигляд пухирця з водянистою рідиною. Основна функція скоротливої вакуолі — осморегуляція в тілі амеби.

Концентрація різних розчинених речовин в тілі амеби вища, ніж у прісній воді, що спричиняє різницю осмотичного тиску всередині клітини та ззовні. Рідина, поглинена ззовні, накопичується в скоротливій вакуолі, вона росте до певного об'єму, потім руйнується, і вміст вакуолі вивільняється в зовнішнє середовище. У морських та паразитичних форм інфузорій скоротливі вакуолі відсутні або скорочуються дуже рідко.

## Живлення амеб
При зіткненні амеб з їжею псевдоподії «обтікають» здобич зі всіх сторін і, таким чином, харчова часточка, разом з невеликою кількістю рідини опиняється всередині цитоплазми амеб (фагоцитоз), утворюючи травні вакуолі, куди з ендоплазми проникають травні ферменти, і проходить процес внутрішньоклітинного травлення. Неперетравлені рештки видаляються з клітини шляхом екзоцитозу, і травна вакуоля зникає. Амеби можуть поглинати й рідини, шляхом піноцитозу: всередину цитоплазми вгинається тонкий трубкоподібний канал, через який всередину клітини поглинається рідина.

## Розмноження амеб
Розмножуються амеби вегетативно — бінарним поділом (мітоз), інколи можуть розмножуватися шляхом амітозу. Цей процес починається з мітотичного поділу ядра. Менш ніж за годину з одного організму утворюється два однакових дочірніх організми. Після поділу амеба починає активно рухатись.

## Цисти амеб
Більшість вільноживучих амеб при настанні несприятливих умов інцистуються (утворюють цисту). При цьому амеби втягують псевдоподії та створюють навколо себе подвійну оболонку білкової природи. В такому неактивному стані амеби здатні зберігати життєздатність досить довго, а при виході з цисти знову переходити до активного способу життя.